# Volksrecht (Zeitung)

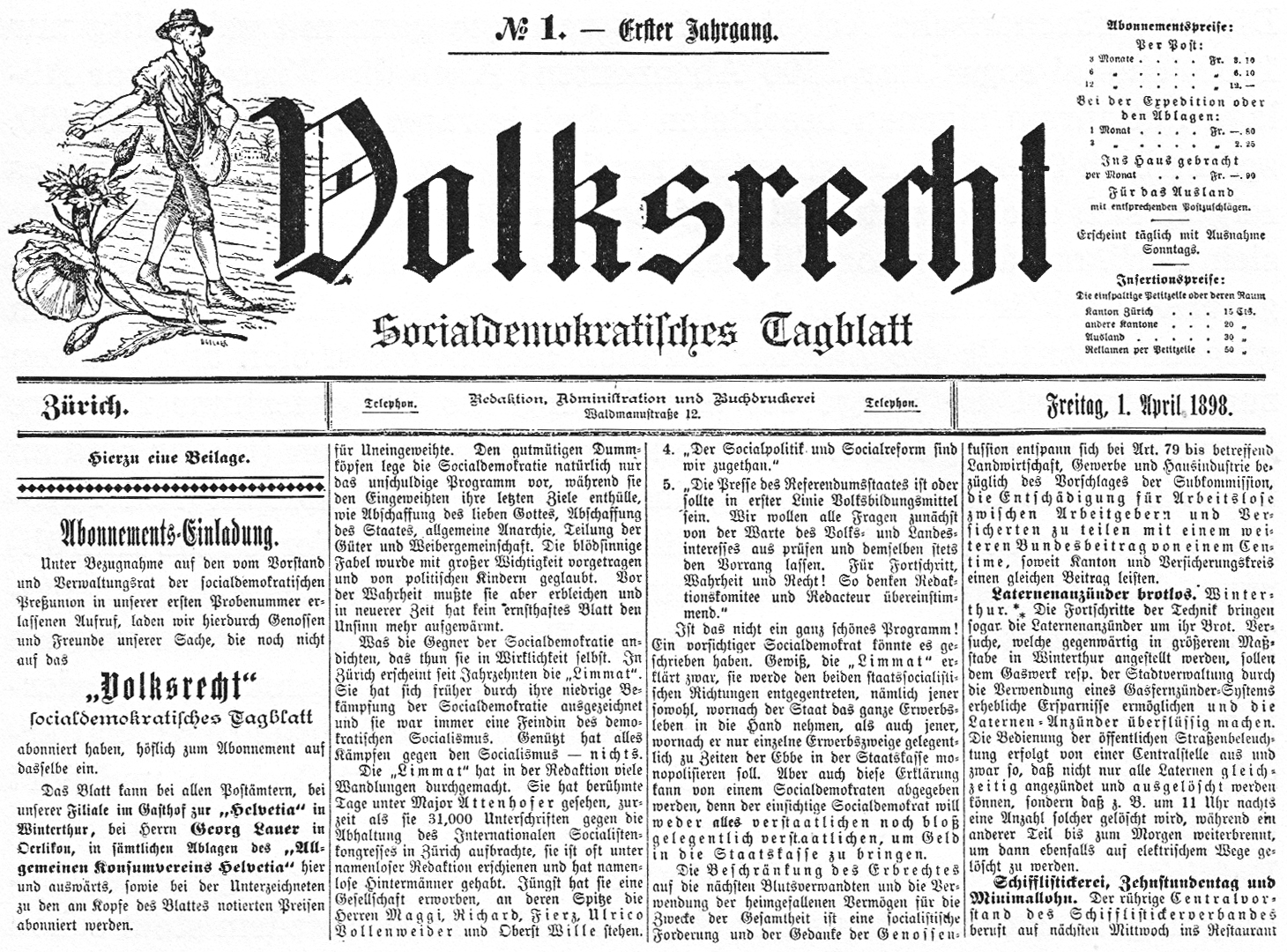
Erste Nummer des Volksrechts, 1. April 1898

Das Volksrecht war eine schweizerische sozialdemokratische Tageszeitung aus Zürich. Zwischenzeitlich firmierte sie unter dem Namen Zürcher AZ, am Schluss unter dem nicht ausgedeutschten Kürzel DAZ.

## Geschichte

### «Volksrecht» (1898–1969)
Das Volksrecht wurde 1898 als sozialdemokratisch-gewerkschaftliche Tageszeitung in Zürich gegründet. Ihre Vorläuferinnen waren die Arbeiterzeitungen Die Tagwacht (1870–1880) und Die Arbeiterstimme (1881–1908), die nicht täglich erschienen.
Die erste Nummer erschien am 1. April 1898. Erster Chefredaktor war Paul Brandt, und die Druckerei des Volksrechts befand sich zuerst an der Waldmannstrasse in der Zürcher Altstadt, dann ab 1906 an der Stauffacherstrasse 3 und 5. Ab 1914 erfolgte eine Zusammenarbeit mit der Winterthurer AZ, welche vom Volksrecht die überregionalen Seiten übernahm. Ernst Nobs, der 1912–1915 Redaktor in Luzern und dann bei der St. Galler Volksstimme war, amtete ab 1915 als Chefredaktor, bis er 1934 in den Regierungsrat des Kantons Zürich gewählt wurde. Damals war das Volksrecht die grösste sozialdemokratische Tageszeitung der Schweiz.
1924 wurde in Zürich auch die Schaffhauser Tagwacht als täglich erscheinendes Organ der Sozialdemokratischen Partei gedruckt, nachdem die lokale Parteizeitung Arbeiterzeitung von der Kommunistischen Partei übernommen worden war. Die Schaffhauser Tagwacht stellte ihr Erscheinen 1925 vorläufig wieder ein. 1929 versuchte die SP erneut, mit der Schaffhauser Tagwacht Fuss zu fassen, sie erschien noch drei Mal in der Woche.
In der Nacht auf den 19. August 1933 verübten drei Frontisten einen Bombenanschlag vor der Redaktion, wobei eine Scheibe zerstört wurde.

### «Zürcher AZ» (1970–1973)
1970 bildeten die Zeitungen Freie Aargauer (Aarau), Thurgauer AZ (Arbon), AZ Abendzeitung (Basel), Freie Innerschweiz (Luzern), Das Volk (Olten), Volksstimme (St. Gallen), Schaffhauser AZ, Oberländer AZ (Wetzikon), das neu als Zürcher AZ firmierende Volksrecht und die Winterthurer AZ einen Verbund mit einem gemeinsamen nationalen Mantel. Darauf produzierte für ein Jahr die Zürcher AZ den gemeinsamen Mantelteil. Ende 1972 scheiterte der Versuch aus finanziellen Gründen. Die Zürcher AZ machte alleine weiter und konnte ihren Mantel auch noch der Winterthurer AZ anbieten. Ende 1973 war die Zürcher AZ finanziell am Ende und stellte ihr Erscheinen ein. Bis 1976 erschien sie unter dem Namen AZ als sozialdemokratische und gewerkschaftliche Wochenzeitung.

### «Volksrecht» (1977–1992)
Ab 1988 erschien das Volksrecht zusammen mit der Ostschweizer AZ (St. Gallen), der Schaffhauser AZ, der Berner Tagwacht und der Winterthurer AZ in einem Kopfblattsystem mit gemeinsamen Mantelseiten, welche in Schaffhausen produziert wurden. Diese waren nun aber nicht mehr explizit sozialdemokratisch oder gewerkschaftlich, sondern linksgrün.

### «DAZ» (1992–1997)
1992 wurde die Grüne Partei in die erweiterte Trägerschaft aufgenommen, um die Zeitung breiter abzustützen. Der rote Titel machte einem schwarzen Schriftzug mit dem Kürzel DAZ Platz. Die akustische Nähe zur deutschen taz lag auf der Hand, ausgedeutscht wurde das Kürzel jedoch nie. Chefredaktor blieb der Präsident der Stadtzürcher SP, Koni Loepfe. DAZ erschien montags bis freitags und verstand sich als «unabhängig, sozial, ökologisch».
1997 sollte die Zeitung als Abendzeitung im Strassenverkauf neu lanciert werden. Ein Geldgeber, der eine grössere Summe zum Um- und Ausbau des Blattes in Aussicht gestellt hatte, zog sich aber kurzfristig zurück. Die Morgenausgabe war zu diesem Zeitpunkt bereits eingestellt worden.